# Пелег, Данит
Данит Пелег (ивр. דנית פלג‎) — модный дизайнер из Тель-Авива, которая создала первую коммерчески доступную одежду, напечатанную на 3D-принтере, и была признана Forbes одной из 50 лучших женщин Европы в сфере технологий.

## Образование и карьера

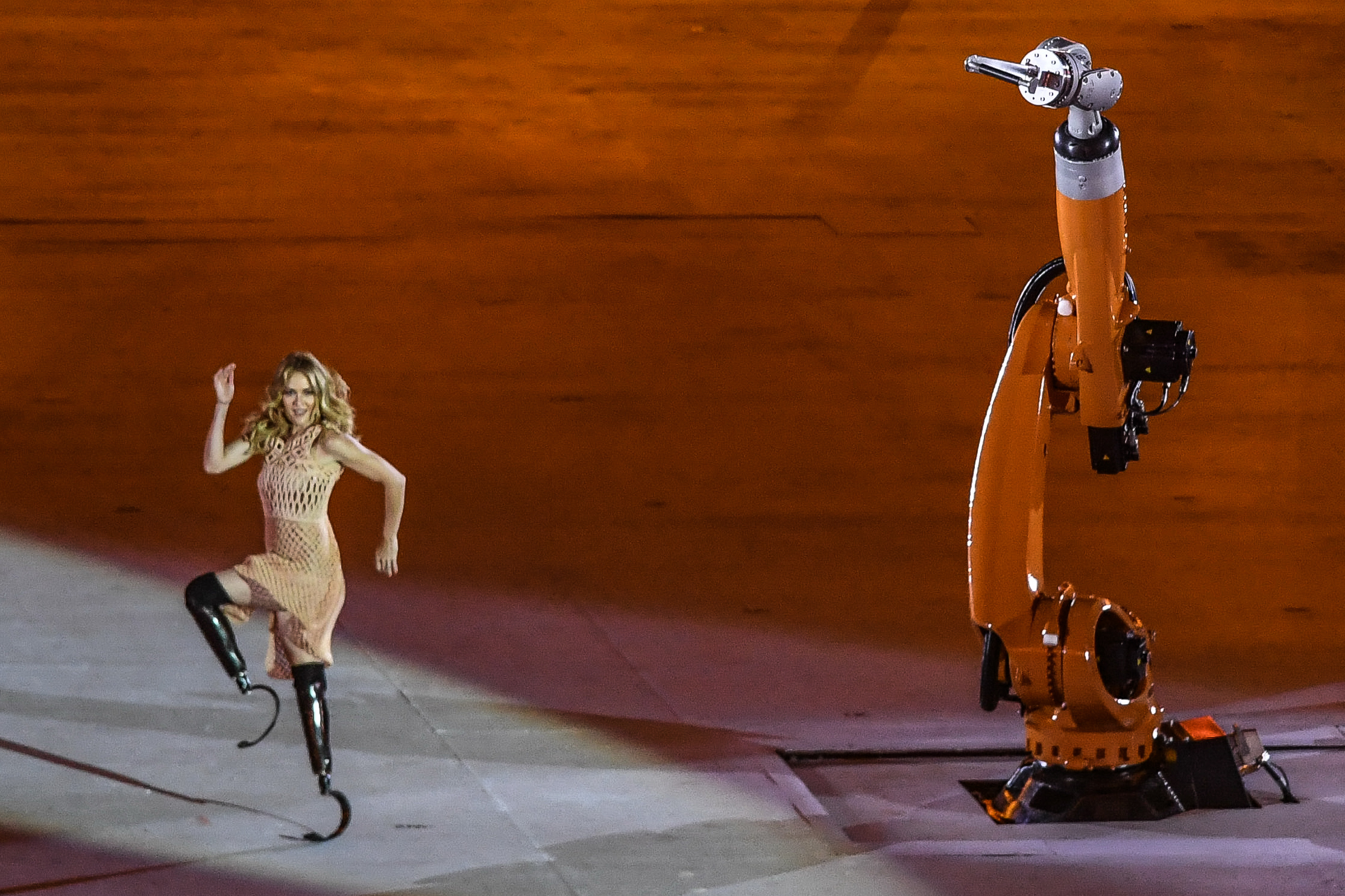
Эми Пёрди в платье от Данит Пелег

Данит Пелег изучала дизайн одежды в Шенкарском колледже инженерии и дизайна. В диссертации она исследовала возможность 3D-печати одежды. В 2014 году разработала свою первую куртку, напечатанную на 3D-принтере, Liberte, после долгих экспериментов с различными материалами и настройками. После этого изначального успеха она создала больше моделей, чтобы создать полную коллекцию.
После окончания учёбы в 2015 году она открыла собственную студию, через которую предоставляет клиентам индивидуальные дизайны, напечатанные на 3D-принтере.
В 2016 году Данит разработала платье для Эми Пёрди, которая надела его во время танцевального выступления на церемонии открытия Паралимпийских игр 2016 года.
В 2017 году была создана ограниченная серия из 100 курток-бомберов. За 1500 долларов за штуку клиенты могли напечатать свою собственную куртку.
В 2018 году Данит Пелег организовала трехдневный семинар по 3D-печати моды, на котором 15 студентов со всего мира смогли узнать о её процессе проектирования. В том же году она была признана Forbes одной из 50 самых влиятельных женщин Европы в сфере технологий. В 2019 году она была названа одной из 100 женщин Би-би-си.